# ブラム・コーエン
ブラム・コーエン（英: Bram Cohen, 1975年10月12日 - ）は、アメリカ合衆国のコンピュータプログラマ。BitTorrentの開発者としてよく知られている。また、同プロトコルを使用した初のファイル共有プログラムBitTorrentの作者でもある。米BitTorrent社の共同設立者であり、CEOである。
CodeConの共同創設者であり、サンフランシスコ・ベイエリアで開催されるP2Pハッカーのミーティングの主催者でもあった。加えて、Codevilleの共同開発者、チア・ネットワークの創設者でもある。

## 生い立ちと経歴
コーエンはニューヨーク市マンハッタンのアッパー・ウエスト・サイドで、教師と計算機科学者の子として育った。彼は、幼少期に家族所有のタイメックス・シンクレアコンピュータで5歳のときにBASICを習得したと述べている。ニューヨーク市のスタイヴェサント高等学校在学中に、アメリカ数学招待試験に合格し、アメリカ数学オリンピックの出場資格を得た。1993年に同校を卒業し、ニューヨーク州立大学バッファロー校に進学した。その後、大学を中退し、1990年代半ばから後半にかけて複数のドットコム企業で働いた。最後に勤務したのは、ジム・マッコイとともに関わった意欲的だが短命に終わったプロジェクトであるMojoNationであった。
MojoNationは、機密ファイルを暗号化された断片に分割し、それらを同じソフトウェアを実行しているコンピュータに分散させることを可能にした。暗号化されたファイルをダウンロードしたい場合、利用者はその断片を複数のコンピュータから同時に取得する必要があった。コーエンはこの概念がファイル共有プログラムに最適であると考えた。なぜなら、KaZaAのようなプログラムでは、単一のソース（またはピア）からデータを取得するため、大きなファイルのダウンロードに時間がかかったからである。

## BitTorrent
2001年4月、コーエンはMojoNationを退職し、BitTorrentの開発を開始した。彼はBitTorrentを、多数のソースからファイルを同時にダウンロードできるよう設計し、特にダウンロード速度がアップロード速度よりも高速なユーザーにとって利点があるようにした。つまり、ファイルが人気であればあるほど、多くのユーザーが同時にそれをダウンロードし、その過程で他のユーザーにアップロードもするため、ダウンロード速度が向上する。コーエンは、自身とルームメイトであるレン・ササマンが現行の技術カンファレンスに幻滅し、革新的な技術プロジェクトのための発表の場として創設した最初のCodeCon会議でこのアイデアを発表した。
コーエンは、BitTorrentの最初のクライアント実装をPythonで記述した。2002年の夏、彼はベータテスト参加者を惹きつけるために無償のポルノグラフィを収集した。2005年5月、コーエンはトラッカーなしのベータ版BitTorrentを公開した。BitTorrentは、大容量の音楽や映画ファイルを迅速にオンライン共有できる能力によって広く知られるようになった。初期リリース以降、多くのプログラムがBitTorrentプロトコルを実装している。
コーエンは、自身のソフトウェアを使用して著作権法に違反したことは一度もないと主張している。それにもかかわらず、彼は、RIAAやMPAAによるデジタル著作権管理などの法的・技術的手段について、従来型メディアのビジネスモデルは時代遅れになる運命にあるという信念を公言している。
2003年末、コーエンは短期間Valveに勤務し、『ハーフライフ2』向けに導入されたSteamというダウンロード販売システムの開発に携わった。
2004年までにValveを離れ、弟のロス・コーエン、ビジネスパートナーのアシュウィン・ナビンと共にBitTorrent, Inc.を設立した。2012年には、インターネット経由でテレビ放送を行うためのBitTorrent Liveのベータ版を発表した。コーエンは、2017年秋にチア・ネットワークを共同設立するため、BitTorrent, Inc.の日常業務から離脱した。

### BitTorrentとMPAA
2005年半ばまでに、BitTorrent, Inc.はドール・キャピタル・マネジメントのデイヴィッド・チャオによってベンチャー資金を受けていた。2005年後半には、コーエンとナビンは公式BitTorrentウェブサイト上の違法コンテンツへのリンクを削除することでMPAAと合意に達した。この合意はアメリカの主要な7つの映画スタジオと結ばれたものである。この合意により、同サイトはデジタルミレニアム著作権法で定められた手続きに従うことになる。

## チア・ネットワーク
チア・ネットワークは2017年にコーエンによって設立された企業である。この企業はプルーフ・オブ・スペースタイムを用いた暗号通貨Chia（XCH）を実装している。Chiaはビットコインのようなプルーフ・オブ・ワークシステムベースの暗号通貨に伴うエネルギー浪費を回避することを目的としており、またプルーフ・オブ・ステークシステムが国家主体に対して脆弱であることにも対応している。
チア・ネットワークはアンドリーセン・ホロウィッツなどの投資家からシード資金を調達している。この暗号通貨は、ハードディスクやソリッドステートドライブといったストレージ媒体をマイニング手段として使用することから、大容量ストレージデバイスの価格高騰および供給不足への懸念が提起されている。また、ドライブの寿命を著しく短くすることも指摘されている。

## 私生活
2008年時点で、コーエンはアメリカのサンフランシスコ・ベイエリアに妻ジェナおよび3人の子どもと共に住んでいた。夫妻は2022年に離婚した。
コーエンは自己診断によりアスペルガー症候群であると述べている。
コーエンの趣味には独創的な折り紙や5つのボールによるジャグリングがあるが、主な関心はレクリエーション数学にある。彼はソフトウェア開発者ラファエル・レヴィーンとともにトラストメトリックについて頻繁に議論するブログを運営しており、その他にも貨幣制度、スキル系ゲーム、数学に関する話題を扱っている。また、彼は組み立てパズルの愛好家でもある。彼はオスカー・ファン・デフェンターと共同でいくつかのパズルを設計しており、その中にはGear Shiftのようなギアベースのパズルや、複数のルービックキューブバリアントであるBram's Fortressが含まれる。コーエンのパズル設計の一部はシェイプウェイズを通じて3Dプリント用に入手可能である。

## 受賞歴
コーエンはBitTorrentプロトコルに関する業績により、以下のような数々の賞を受賞している。
- 2004年 WIRED Rave Award[18]
- 2005年 『MITテクノロジーレビュー』によるイノベーターズ・アンダー35（英語版）選出（TR35）[19]
- 2005年 タイム100[20]
- 2006年 USENIX STUG（英語版） Award[21]
- 2010年 Internet Evolution 100[22]